# 사신 (프로게이머)
사신(본명: 오승주, 1994년 2월 3일 ~ )은 대한민국의 전직 리그 오브 레전드 프로게이머이다. 게임 해설가로도 활동하고 있다. 선수 시절 포지션은 미드라이너이며 아이디는 SaSin을 사용했다. 현재 트위치 스트리머로 활동하고 있다.

## 선수 시절
아마추어팀인 아테네 스카이프와 AFT 챔스에서 활동했다. 
2015년 1월 큐빅에서 프로 생활을 시작했다.
2015년 3월 스베누 코리아에 입단했다. 챌린저스 코리아 스프링 2015 2차 토너먼트에서 팀의 4강 진출에 기여했다. 서머 시즌에서도 좋은 모습을 보여주었다.
2016 스프링 시즌에서는 좁은 챔프폭으로 인한 한계를 보여주면서 부진했다.

## 은퇴 이후
2016 서머 시즌 스베누의 코치로 선임되었다.
2017년 팀 암모라는 배틀그라운드팀을 결성하여 스크림해 본선에 도전했다. 하지만 실패했다.
배틀그라운드 대회인 PUBG 워페어 마스터즈의 해설직을 맡기도 했다.
2018년 7월에는 나이스게임TV에 입사했다. 하지만 2019년 2월 퇴사했다.
이후 개인방송을 시작했다.
2020년 아프리카 TV에서 LEC와 LCS의 해설을 맡았다.

## 수상 내역
- 리그 오브 레전드 챌린저스 코리아 서머 2016 준우승